# Mike Schroepfer
Mike Schroepfer est un entrepreneur, architecte technique, investisseur climatique et philanthrope qui a été directeur technique (CTO) de Meta entre mars 2013 et mars 2022. En 2022, il a pris du recul et est devenu Senior Fellow chez Meta pour se concentrer sur l’investissement et le travail philanthropique lié à la lutte contre la crise climatique,. L’objectif actuel de Schroepfer est d’investir dans la technologie et la science pour lutter contre le changement climatique par le biais de sa société de capital de risque Gigascale Capital, de son entité philanthropique Additional Ventures et de sa présidence du conseil d’administration de l’initiative Carbon to Sea.

## Éducation
Schroepfer a fréquenté la Spanish River Community High School (en) dans le comté de Palm Beach, en Floride, où il a obtenu son diplôme en 1993. Il est titulaire d’une licence (1997) et d’une maîtrise (1999) en informatique de l’Université Stanford.

## Carrière
Il a été ingénieur chez Puffin Designs d’octobre 1997 à novembre 1999 lorsqu’il est devenu associé chez Reactivity, Inc., un cabinet de conseil en logiciels informatiques.
Schroepfer a fondé la société de logiciels informatiques CenterRun en juin 2000, devenant son architecte en chef et directeur de l’ingénierie. CenterRun a été acquis par Sun Microsystems en novembre 2003. Après la reprise, il est devenu directeur de la technologie pour la division d’automatisation des centres de données de Sun ("N1"). Schroepfer a été vice-président de l’ingénierie chez Mozilla Corporation de juillet 2005 à août 2008, où il a dirigé le développement du navigateur Firefox.
Il est devenu directeur de l’ingénierie chez Facebook, en juillet 2008. En 2008, il a été classé numéro 20 dans les 25 personnes les plus influentes de la technologie mobile par Laptopmag.com. En 2010, Fortune a inscrit lui et deux collègues de la branche technique de Facebook comme numéro commun 27 dans leur liste des 40 moins de 40. Schroepfer est connu pour son travail sur l’intelligence artificielle chez Facebook. En particulier, il a attiré l’attention sur la tentative du réseau de médias sociaux de lutter contre la prolifération de contenus faux, trompeurs et inappropriés au sein de la plateforme. Il a été rapporté que Mark Zuckerberg pense que Facebook peut résoudre le problème grâce à sa technologie d’IA exclusive, qui se concentrait initialement sur une plus grande capacité de reconnaissance faciale et un meilleur ciblage publicitaire. Selon Schroepfer, l’IA de Facebook a réussi à certains types de modération de contenu. Par exemple, ses algorithmes de classification d’images peuvent automatiquement identifier et supprimer des photos et des vidéos contenant de la nudité.
Schroepfer est devenu membre du conseil d’administration de la société de gestion de placements Wealthfront (en), annoncé le 16 novembre 2015.
Schroepfer a co-fondé Additional Ventures avec son épouse Erin Hoffman en tant qu'une organisation axée sur le but en tirant parti de la recherche fondée sur des preuves et d’une expertise approfondie en la matière pour avoir un impact exceptionnel." L’association à but non lucratif accorde des subventions au service de sa mission de façonner un monde plus sain et plus équitable en mettant l’accent sur la recherche biomédicale, l’action climatique et la communauté et la démocratie.
Le 23 septembre 2021, Mike Schroepfer a annoncé qu’il quitterait le poste de directeur technique chez Facebook,, en 2022,. Il est devenu Senior Fellow chez Meta, se concentrant sur l’intelligence artificielle et le développement des talents techniques, et poursuivant l’investissement climatique et le plaidoyer dans son temps personnel.
Le 2 mai 2023, Schroepfer a lancé une nouvelle société d’investissement climatique appelée Gigascale Capital. Gigascale Capital investit dans des entreprises en phase de démarrage résolvant la crise climatique, et est construit autour de la conviction que la technologie et l’entrepreneuriat peuvent créer des options respectueuses du climat qui sont meilleures que les titulaires à haut carbone.
En juin 2023, Schroepfer a annoncé que Additional Ventures avait créé une organisation à but non lucratif dédiée à accélérer la recherche sur l’amélioration de l’alcalinité des océans appelée Carbon to Sea Initiative. Il est actuellement président du conseil d’administration de l’Initiative carbone-mer, qui a permis de recueillir plus de 50 millions de dollars pour appuyer la recherche et le développement dans l’exploration du potentiel d’accélérer l’absorption du dioxyde de carbone dans l’océan.
Mike Schroepfer vit actuellement dans la baie de San Francisco.